# Tadeusz Klimowski
Tadeusz Marian Klimowski ps. Klon, Ostoja, Luśka, Halka, vel Tadeusz Bugaj, vel Bazyliusz Swiryd (ur. 15 października 1911 w Krakowie, zm. 12 września 1981 w Londynie) – major Armii Krajowej, szef sztabu 27 Wołyńskiej Dywizji Piechoty AK, cichociemny, uczestnik Powstania Warszawskiego, dowódca batalionu „Ostoja”.  Znajomość języków: francuski.  Zwykły Znak Spadochronowy nr 0022, Bojowy Znak Spadochronowy nr 1560.

## Życiorys
Od 1925 uczył się w Państwowym Seminarium Nauczycielskim Męskim im. S. Konarskiego w Warszawie, po jego ukończeniu w 1932 zdał egzamin dojrzałości, uzyskał uprawnienia do nauczania w publicznych oraz prywatnych szkołach powszechnych. Od 12 września 1932 uczestnik dywizyjnego kursu Szkoły Podchorążych Piechoty przy 79 Pułku Piechoty litewsko – białoruskim 20 Dywizji Piechoty w Słonimiu.
Wstąpił do Straży Granicznej, mianowany aspirantem ze starszeństwem od 1 stycznia 1935. W 1938 ukończył kurs dowódców kompanii osłonowych Straży Granicznej. W październiku 1938, w ramach akcji „Zaolzie” uczestniczył w zajęciu Bogumina, mianowany komendantem tamtejszej placówki, przeciwdziałał dywersji niemieckiej. 
W kampanii wrześniowej 1939 w stopniu porucznika jako dowódca kompanii Straży Granicznej działającej wraz z 21 Dywizją Piechoty Górskiej. Od 5 września w Rawie Ruskiej, następnie w Kowlu, później w Grupie pułkownika Stefana Hanki-Kuleszy. Uczestniczył w walkach z Niemcami w rejonie Kamionki Strumiłowej, następnie ponownie pod Rawą Ruską, po wyczerpaniu amunicji skapitulował. Od 25 września w niewoli niemieckiej, uciekł z transportu w Jarosławiu. 8 listopada 1939 przekroczył granicę z Węgrami, internowany w obozie Mándok. 21 lutego 1940 uciekł, dotarł do Francji, wstąpił do Polskich Sił Zbrojnych, do maja 1940 w Legii Oficerskiej w Vichy, następnie w ośrodku szkoleniowym artylerii przeciwpancernej w Grandville.
Po upadku Francji 22 czerwca 1940 ewakuowany z Le Verdon, 25 czerwca dotarł do Liverpoolu (Wielka Brytania). Od 1 lipca przydzielony do 4 Brygady Kadrowej Strzelców, przekształconej w 1 Samodzielną Brygadę Spadochronową.  
Zgłosił się do służby w kraju, przeszkolony ze specjalnością w dywersji, na kursach specjalnych dla kandydatów na cichociemnych m.in.: przeciwpancernym (Granville), dywersyjno – strzeleckim (STS 25, Inverlochy), walki konspiracyjnej (STS 38, Briggens), spadochronowym (4 BKS, Largo House,  STS 51, Ringway), i in. Zaprzysiężony na rotę ZWZ/AK 10 listopada 1941 w Londynie. Awansowany na stopień porucznika ze starszeństwem od 7 stycznia 1942. 
Skoczył do okupowanej Polski w nocy 6/7 stycznia 1942, w próbnym sezonie operacyjnym, w operacji lotniczej „Shirt”, z samolotu Halifax L-9618 „W”  na placówkę odbiorczą „Kocioł”, w okolicach miejscowości Cegłów, Stefanówka, 7 km od Mińska Mazowieckiego. Razem z nim skoczyli: ppłk. Henryk Krajewski ps. Trzaska, ppor. Jan Marek ps. Walka, por. Zbigniew Piasecki ps. Orlik, kpt. Jan Smela ps. Wir oraz kurier Delegatury Rządu na Kraj ppor. Benedykt Moszyński ps. Andrzej. 
Po aklimatyzacji do realiów okupacyjnych, po aresztowaniu Jana Piwnika ps. Ponury, od lipca 1942 przydzielony jako dowódca II odcinka „Wachlarza”. Od lutego 1943 komendant Inspektoratu Rejonowego Równe w Okręgu Wołyń AK, na tym terenie operowały dwa oddziały partyzanckie, dowodzone przez cichociemnych: Władysława Kochańskiego ps. Bomba oraz Franciszka Pukackiego ps. Gzyms. Awansowany na stopień kapitana 11 listopada 1943. Od 13 lipca 1943  szef Oddziału III (operacyjnego) Komendy Okręgu Wołyń AK, od 15 stycznia 1944 oficer operacyjny, od 18 kwietnia 1944 szef sztabu 27 Wołyńskiej Dywizji Piechoty. 27 lutego ranny w nogę, po przedostaniu się dywizji na Lubelszczyznę, dopiero 10 lipca przyjechał do Warszawy na leczenie.
W Powstaniu Warszawskim od 2 sierpnia 1944 jako zastępca mjr Jerzego Antoszewicza, dowódcy batalionu „Iwo”, od 29 sierpnia do 9 września w sztabie Podobwodu Śródmieście-Południe. od 9 września dowódca batalionu „Ostoja”, operującego na odcinku taktycznym cichociemnego mjr Narcyza Łopianowskiego ps. Sarna. Po upadku Powstania, od 5 października w niewoli niemieckiej, w oflagu Sandbostel jako „Bazyli Świryd”, następnie w oflagu VII A Murnau. 29 kwietnia 1945 uwolniony przez żołnierzy amerykańskich. Za walki podczas powstania warszawskiego odznaczony Krzyżem Srebrnym Orderu Virtuti Militari.
29 czerwca 1945 dotarł do Londynu, ponownie wstąpił do Polskich Sił Zbrojnych. Od 21 lipca do 24 listopada 1945 uczestnik kursu przygotowawczego Wyższej Szkoły Wojennej, zorganizowanego w miejscowości Crieff. Po stażu, od 19 stycznia 1946 uczestnik VI kursu Wyższej Szkoły Wojennej, zorganizowanego w miejscowości Cupar. Po jego ukończeniu w lipcu 1946 mianowany oficerem dyplomowanym. Od 12 sierpnia 1946 w obozie przejściowym w Macmerry (Szkocja), od 15 marca 1947  do 14 marca 1949  w Polskim Korpusie Przysposobienia i Rozmieszczenia, potem zdemobilizowany.
Pozostał na emigracji, zamieszkał w Londynie, pracował m.in. jako robotnik w fabryce, inspektor w firmie „Vidor”, urzędnik w firmie „Unilever”. Był pierwszym prezesem Zarządu Głównego Koła Byłych Żołnierzy AK od 1947 do 1948. 8 września 1950 został powołany przez Prezydenta RP na uchodźstwie Augusta Zaleskiego na stanowisko sędziego Sądu Obywatelskiego w Londynie. Od 1966 do 1980 pełnił funkcję wiceprzewodniczącego Rady Studium Polski Podziemnej w Londynie.
Zmarł 12 września 1981 w Londynie, pochowany tamże na Gunnersbury Cemetery – Sq. CA, gr. 25. 

## Awanse
- podporucznik – ze starszeństwem od 1 stycznia 1935
- porucznik – ze starszeństwem od 7 stycznia 1942
- kapitan – 11 listopada 1943
- major – ze starszeństwem od 17 września 1944
- oficer dyplomowany – lipiec 1946

## Ordery i odznaczenia
- Krzyż Srebrny Orderu Virtuti Militari nr 11670 (za powstanie warszawskie)[9]
- Krzyż Walecznych – dwukrotnie, za walkę czynną jako dowódca oddziału partyzanckiego w rejonie Ostroga i Sławuty
- Złoty Krzyż Zasługi z Mieczami
- Srebrny Krzyż Zasługi
- King’s Medal for Courage in the Cause of Freedom